# Heinrich von Heß
Heinrich Freiherr von Heß (ur. 17 marca 1877 w Wiedniu, zm. 13 kwietnia 1870 tamże) – marszałek polny Armii Cesarstwa Austriackiego, szef austriackiego Sztabu Generalnego w latach 1850-1860.

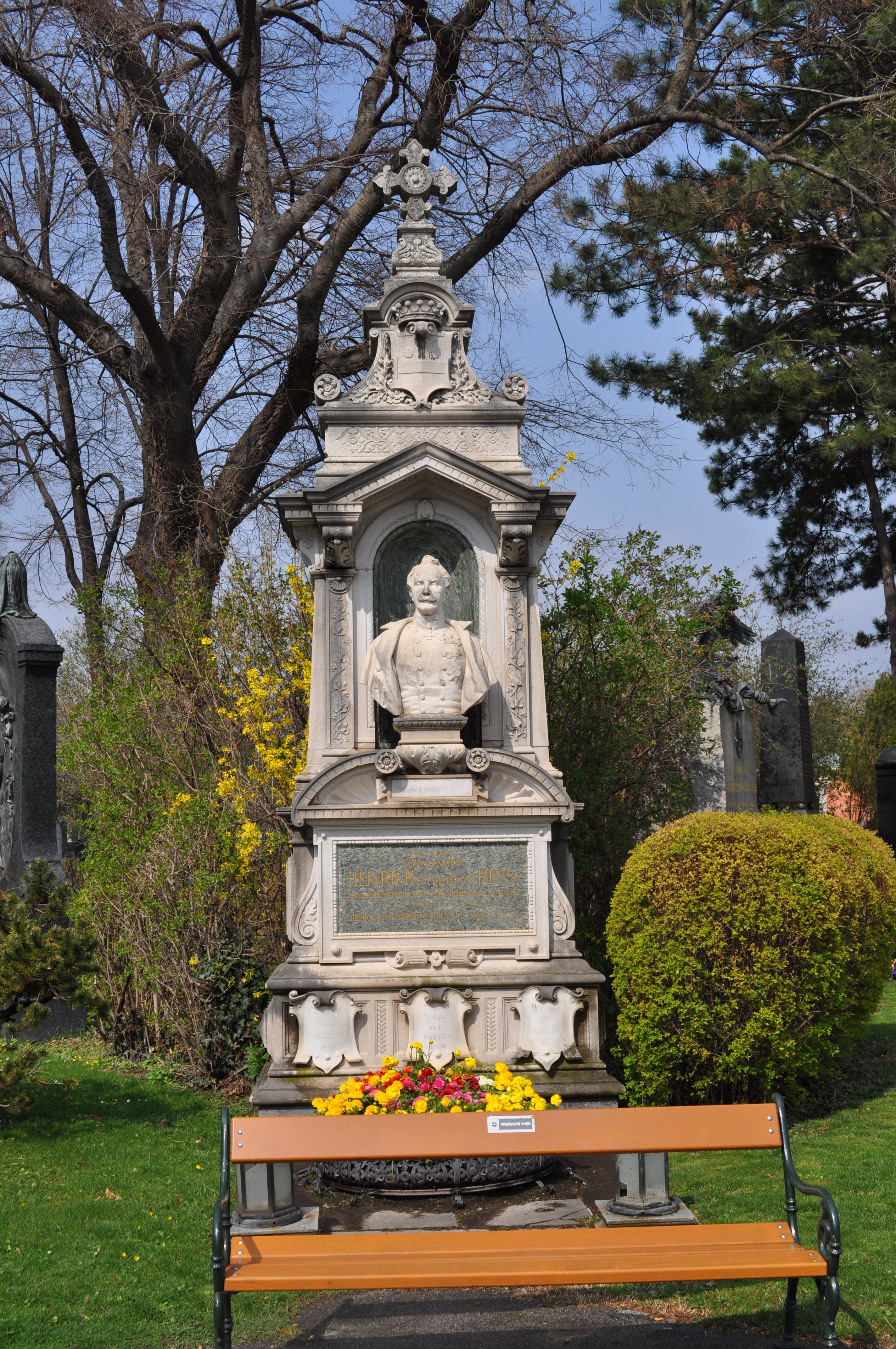
Grób feldmarszłka von Heßa na Cmentarzu Centralnym w Wiedniu.

## Życiorys
W 1805 roku wstąpił jako ochotnik do Armii Cesarstwa Austriackiego. W trakcie wojny polsko-austriackiej 1809 roku służył jako porucznik (niem. Leutnant) w Sztabie Generalnym. Po awansie na kapitana (niem. Hauptmann) został przydzielony do sztabu kwatermistrza generalnego. Na tym stanowisku brał udział w spotkaniu grafa Ferdynanda Bubna von Littitz z Napoleonem. Uczestniczył również w walkach VI koalicji antyfrancuskiej. Następnie przebywał w Piemoncie jako członek misji. W 1815 roku, podczas 100 dni Napoleona służył, w stopniu majora w sztabie feldmarszałka Karla Philippa Schwarzenberga. Po zakończeniu wojny uczestniczył w tłumieniu zamieszek w 1821 roku, a następnie został przydzielony do armii okupacyjnej stacjonującej w Alessandrii. W 1829 roku awansowany do stopnia pułkownika (niem. Oberst), a od 1832 roku służył w sztabie armii feldmarszałka Josepha Radetzky'ego we Włoszech. Odpowiadał między innymi za opracowanie planu manewrów wojskowych przeprowadzonych w tym samym roku. Miały one podkreślić siłę Armii Cesarstwa Austriackiego. W 1834 roku awansowany do stopnia generała majora objął dowództwo nad brygadą piechoty na Morawach. Od 1840 roku, w stopniu Feldmarschalleutnant odbywał wizyty na dworach księstw niemieckich, w celu organizacji wspólnej armii Związku Niemieckiego. W trakcie wiosny ludów we Włoszech odpowiadał za przygotowanie planu opanowania Mantui, Curtatone i Vicenzy. Walczył u boku marszałka Radetzky'ego w bitwach pod Custozą i pod Novarą. Za zasługi podczas walk na półwyspie Apenińskim został odznaczony komandorią Orderu Marii Teresy. Dzięki pozytywnej opinii marszałka Radetzky'ego, w 1850 roku, został mianowany przez cesarza Franciszka Józefa szefem Sztabu Generalnego oraz nobilitowany. W trackie wojny francusko-austriackiej dowodził w bitwach pod Magentą i pod Solferino. Po porażce w kampanii włoskiej cesarz Franciszek Józef przekazał mu dowodzenie nad armią i awansował do stopnia feldmarszałka. Jednak jego próby poprawienia sytuacji Cesarstwa Austrii w wojnie z Piemontem i Francją nie powiodły się. Zrezygnował ze stanowiska Szefa Sztabu w 1860 roku. Po przejściu w stan spoczynku objął honorowe dowództwo nad gwardią przyboczną władcy (niem. Arcièren-Leibgarde). W 1861 roku został mianowany dożywotnim członkiem Izby Lordów, a w 1862 roku kanclerzem Kapituły Orderu Leopolda. Od 1844 roku był również szefem 49. Pułku Piechoty w St. Pölten.

## Odznaczenia
Odznaczenia feldmarszałka von Heßa to między innymi:
- Krzyż Wielki Orderu Świętego Stefana
- Krzyż Wielki Orderu Leopolda
- Komandor Orderu Marii Teresy
- Krzyż Zasługi Wojskowej
- Order Świętego Aleksandra Newskiego w brylantach (Imperium Rosyjskie)
- Order Świętego Jerzego II klasy (Imperium Rosyjskie)
- Cesarski i Królewski Order Orła Białego (Imperium Rosyjskie)
- Order Świętej Anny I klasy (Imperium Rosyjskie)
- Order Świętego Włodzimierza IV klasy z mieczami (Imperium Rosyjskie)
- Order Orła Czarnego (Prusy)
- Order Orła Czerwonego I klasy z mieczami (Prusy)
- Order Pour le Mérite (Prusy)
- Krzyż Wielki Orderu Zasługi Korony Bawarskiej (Bawaria)
- Krzyż Wielki Orderu Zasługi Świętego Michała (Bawaria)
- Krzyż Wielki Orderu Fryderyka (Wirtembergia)
- Krzyż Wielki Orderu Lwa Zeryngeńskiego (Badenia)
- Krzyż Wielki Orderu Gwelfów (Hanower)
- Krzyż Wielki Orderu Ludwika (Hesja)
- Krzyż Wielki Orderu Zasługi Filipa Wspaniałomyślnego (Hesja)
- Krzyż Wielki Orderu Świętego Józefa (Toskania)
- Komandor Krzyża Wielkiego Orderu Miecza (Szwecja)
- Krzyż Wielki Orderu Świętego Jerzego od Połączenia (Królestwo Obojga Sycylii)
- Komandor Orderu Świętych Maurycego i Łazarza (Sardynia)
- Wielka Wstęga Świętego Konstantyńskiego Orderu Wojskowego Świętego Jerzego (Parma)
- Order Najwyższy Chrystusa (Państwo Kościelne)
- Krzyż Wielki Order Świętego Grzegorza Wielkiego (Państwo Kościelne)